# ياسر إبراهيم حميدان
ياسر إبراهيم حميدان ، أقتصادي بحريني ، وزير شؤون الكهرباء والماء منذ 13 يونيو 2022 ، والده هو إبراهيم محمد حميدان رئيس مجلس الشورى الأسبق.

## عن حياته
في سنة 1993 حصل على البكلوريوس في الأدارة المالية من جامعة ليهاي في الولايات المتحدة الأمريكية
عمل في بنك الخليج الدولي خلال الفترة 1993 حتى 2012 وشغل عدد من المناصب في البنك وهي:
- رئيس قسم الدخل الثابت ومشتقاته خلال الفترة 1995 حتى 2008

- رئيس قسم الأستثمار خلال الفترة 2008 حتى 2012

عضو في مجلس أدارة بورصة البحرين خلال الفترة (2010 حتى 2016)
عضو مجلس أدارة شركة البحرين للألمنيوم (ألبا) في سنة 2017
في 9 ديسمبر 2018 صدر أمر ملكي بتعينه عضواً في مجلس الشورى 
في 13 يونيو 2022 صدر مرسوماً بتعديل وزاري حيث عُين وزيراً لشؤون الكهرباء والماء  وكما تم تجديد تعينه في نفس المنصب في مرسوم تشكيل الحكومة الذي صدر في 21 نوفمبر 2022 